# 中国营养学会
中国营养学会是中华人民共和国营养科技工作者组成的群众性学术团体，是中国科学技术协会主管的社会团体，1985年3月成立。